# Zale phaeocapna
Zale phaeocapna är en fjärilsart som beskrevs av John G. Franclemont 1950. Zale phaeocapna ingår i släktet Zale och familjen nattflyn. Inga underarter finns listade i Catalogue of Life.